# Spišský Hrhov
Spišský Hrhov (in passato Harchov, in ungherese Görgő, in tedesco Gorgau) è un comune della Slovacchia facente parte del distretto di Levoča, nella regione di Prešov. Si trova tra Levoča e Spišské Podhradie.

## Storia
La regione contiene alcuni resti del Neolitico, ma le prime menzioni storiche riferite a Spišský Hrhov risalgono al 1243. In origine vi erano due villaggio chiamati Hrhov, uno slovacco e l'altro tedesco; il villaggio divenne proprietà della famiglia Czáky nel XIX secolo, e la loro abitazione neobarocca esiste ancora (anche se in stato di abbandono).
Il villaggio, conosciuto per il suo artigianato, contiene la pittoresca chiesa gotica di San Simone e San Jude; esiste anche un ponte medievale in pietra, uno dei pochi che ancora ne esistono di questo tipo.